# 中國海岸馬拉松
中國海岸馬拉松及半馬拉松 (China Coast Marathon & Half Marathon)，又稱中國沿岸馬拉松，簡稱CCM，由香港元老田徑會 (Athletic Veretans of Hong Kong, AVOHK) 舉辦，是香港歷史最悠久、又最早獲國際馬拉松及道路賽協會（AIMS）認可的香港全程馬拉松賽事。賽事於每年1月於西貢北潭涌至萬宜水庫一帶的西貢東郊野公園舉行，跑手沿途可飽覽西貢郊野公園美景。
賽事在1981年首度舉辦，當年由英國著名馬拉松跑手Ron Hill勇奪冠軍，以2小時34分35秒完成賽事。Hill形容這是他歷來參加過的「最艱辛馬拉松賽事」。大會特別提醒參賽者：「這不是一場能創出個人最佳時間的賽事。」現時該賽事的最佳時間為Kevin Ball於1989的賽事，以2小時38分44秒創下，至今仍未有跑手打破。
由2012年起，賽事由金門建築冠名贊助，名為金門建築中國海岸馬拉松及半馬拉松。
2018年度的賽事已定於2018年1月28日舉行。

## 賽制
目前中國海岸馬拉松及半馬拉松設有全程馬拉松 (42.195KM) 及半程馬拉松 (21.0975KM) 賽事。另外設有全長10公里的香港公益金「公益慈善馬拉松」，2016年更增設半程馬拉松 (21.0975KM) 賽事，與CCM的半馬拉松賽事同場舉行，只限機構員工參加，為本地慈善機構籌募善款。

## 比賽路線
- 全程馬拉松

保良局北潭涌度假營→大網仔路→西貢萬宜路（由北潭路至萬宜水庫東壩，折返）→西貢西灣路（由萬宜路交界起跑4KM然後折返）→西貢萬宜路（由西貢西灣路至萬宜水庫東壩，折返至北潭路）→大網仔路→保良局北潭涌度假營
- 半程馬拉松

保良局北潭涌度假營→大網仔路→西貢萬宜路（由北潭路至萬宜水庫東壩，折返）→西貢西灣路（由萬宜路交界起跑2KM然後折返）→西貢萬宜路（由西貢西灣路至北潭路）→大網仔路→保良局北潭涌度假營

## 外部連結
- 香港元老田徑會 (Athletic Veretans of Hong Kong, AVOHK) 官方網頁（页面存档备份，存于）